# Shawn Drover
Shawn Drover es un músico conocido por haber pertenecido a la banda de heavy metal Eidolon y por haber sido baterista de Megadeth, grupo en el que también estuvo su hermano, el guitarrista Glen Drover.
Shawn también sabe tocar la guitarra, como demostró en un concierto de 2005 en el que tocó un solo con este instrumento durante la interpretación de la canción "Peace Sells", mientras Mike Portnoy de Dream Theater estaba en la batería. Además, en varios conciertos de la banda, él y su hermano intercambiaban posiciones durante algunas canciones, aunque no es un fenómeno muy común.
Actualmente se desenvuelve como baterista en Act of Defiance, supergrupo de metal extremo fundado por él y el guitarrista también exmiembro de Megadeth Chris Broderick, con Henry Derek (ex-Scar the Martyr) en la voz y Matt Bachand (guitarrista de Shadows Fall) al bajo. Dicha agrupación ya cuenta con dos álbumes de estudio hasta la fecha: Birth and the Burial (lanzado el 21 de agosto de 2015), y Old Scars, New Wounds (29 de septiembre de 2017).

## Vida personal
Actualmente reside en Atlanta, Georgia y tiene una esposa Jodi, una hija Alexa y un hijo Ryan.[cita requerida]
- Datos: Q351008
- Multimedia: Shawn Drover / Q351008